# Dorcadion condensatum
Dorcadion condensatum là một loài bọ cánh cứng trong họ Cerambycidae.